# Yumeria
Yumeria (ゆめりあ?) es un videojuego de Namco lanzado para la consola PlayStation 2, así como una serie anime producida por Studio Deen.
Tomokazu Mikuri, el personaje principal del juego y el anime, tiene 16 años y hasta el momento ha tenido una vida sin chicas. En la noche de su cumpleaños, sueña con un extraño mundo en el que ve a una joven con un traje azul luchando contra un enemigo desconocido.  Tomokazu tiene un extraño y desconocido poder que parece "encender" a esta chica, que cae en sus brazos. Ella usa su "poder" para repeler a los enemigos, la raza alienígena conocida como los Feydooms, que están intentando atravesar el mundo de los sueños y llegar al mundo real.
Tras despertar, Tomokazu, asombrado por el realismo de su sueño, piensa en su extraño poder y la misteriosa chica que luchaba contra sus enemigos. Al darse la vuelta, ve a la chica de su sueño, Mone, en la cama a su lado. Pronto, Tomokazu, su compañera de clase Mizuki Agatsuma, Mone, Neneko, Nanase, y su hermana Kuyou entran en el mundo de los sueños de Moera para destruir a los Feydooms y salvar el mundo.

## Personajes
Tomokazu Mikuri (三栗智和 Mikuri Tomokazu?)Un inútil chico de 15 años bastante pervertido y con muchas amigas,  que, sin saberlo, es el Transformador del Destino que se supone que cambiará el mundo. Disfruta cuidando de niñas como Neneko y Mone. Es un pervertido y, sin darse cuenta, lo demuestra continuamente. Aunque es agradable, es vago y no le gusta estudiar. Sus padres murieron a una edad temparana, por lo que vive con su prima, Nanase. Su traje de lucha es negro y rojo oscuro con una gema verde en el pecho. En el anime está enamorado de Mizuki y no le gusta cuando Ishikari-sensei actúa de manera pervertida hacia ella y Mone. Su golpe especial es la “Patada Tomokazu”.
Mone (モネ?)Una chica pequeña con la que Tomokazu se encuentra por primera vez en Moera. Tan solo sabe decir “Mone” o “Monene”. Parece tener algún tipo de relación con Tomokazu. Es bastante joven, y su escenas de fanservice se centran en su trasero. Su pelo tiene un tinte púrpura, y su traje de lucha es azul y blanco con una gema naranja en su pecho. En realidad, es la Sacerdotisa del Sueño, y no tiene cuerpo real. Esto significa que es increíblemente poderosa en Moera. Su ataque especial es el “Monemonemone”.
Mizuki Agatsuma (吾妻みづき Agatsuma Mizuki?)Amiga de la infancia de Tomokazu. También tiene 16 años, es agradable y atenta. También es muy conservadora respecto a su cuerpo. Está enamorada de Tomokazu, pero este al principio no entiendo sus intenciones. Tiene el cabello de color rojo y bastante largo, y su traje de batalla es rosa con una gema rosa en el pecho. Su ataque especial es la “Poderosa Bengala Espiral”.
Nanase "Silk" Senjou (千条七瀬 Senjō Nanase?)La prima de Tomokazu y su tutora legal. Desde que los padres de Tomokazu fallecieron, han estado viviendo juntos, como una familia. Es una estudiante increíblemente inteligente, y, a pesar de su relación, disfruta poniendo sus enormes pechos en la cara de Tomokazu. Tiene el cabello largo castaño y su traje de batalla es verde y negro con una gema rojo oscuro en el pecho. Parece tener sentimientos hacia Tomokazu, dado que le pregunta si ella tiene alguna oportunidad de recibir su amor. En Moera adopta la forma de “Silk”, una poderosa guerrera con un amplio conocimiento sobre Moera. Trabaja para el Cabeza de Familia y ha estado observando a Tomokazu desde que era pequeño. Su ataque especial es el “Castigador Hydro”.
Kuyou Senjou (千条九葉 Senjō Kuyō?)La hermana pequeña de Nanae. Tiene 14 años y conoce a Tomokazu desde que era muy pequeña, pero después emigró a los Estados Unidos de América. Tiene el pelo azul marino y lleva coletas, siendo su traje de batalla amarillo con una gema verde en el pecho. Llama a Tomokazu "Tomo-nii" y frecuentemente le llama pervertido y a su hermana Nanase la llama "Nana-nee". Porta la Flecha del Destino, una poderosa técnica para destruir a los Feydooms, el cual también pone en su riesgo su vida, su ataque especial es el “Collider Bit”.
Neneko (ねねこ?)Una detective adolescente amante de los gatos, que considera que todo es un misterio. Llama a Tomokazu "Darling" (Cariño en español), y se autoproclama como la futura esposa de Tomokazu. Como Mone, muestra su trasero a menudo. Trae una especie de gorro amarillo con el cual pareciera que tiene auténticas orejas de gato, y su traje de batalla es naranja con una gema verde en su pecho. Tiene un gran mazo que pesa 765 kilos. Tiene una manera de hablar muy molesta, usando constantemente frases como "En serio" o “¡Ya sabes!" al final con la palabra "-da" el cual no tiene significado alguno. Dentro de su interior vive Nate, un ser que viene de un futuro distante y en el cual los Feydoom han invadido la tierra y corrompido las mentes de los humanos. Su ataque especial es el “Ataque Super Extremo de Tornado”. Si realmente tiene orejas de gato o no, no ha sido confirmado, pero tiembla cuando se encuentra excitada, y Tomokazu imagino una vez que sería su “zona erógena”.
Nate (ネイト?)La mujer reencarnada de futuro. ella se reencarnó en el cuerpo de Neneko, el cual siempre confirma ella misma que está durmiendo dentro de su cuerpo, por lo cual Nate hace su aparición siempre que Neneko duerme. En el futuro, el mundo ha sido destruido por los Feydooms, por lo que ella vuelve atrás en el tiempo para ayudar a Tomokazu, reencarnándose en el cuerpo de Neneko.
Koneko (コネコ?)El gato de Neneko, que solo aparece en el anime. Parece comprender a los humanos. Tan solo dice "nono". Al principio no confiaba en Nate, hasta que un día Nate le demuestra que no es mala. Finalmente, es capaz de ir a Moera.
Megumi Saitou (斎藤メグミ Saitō Megumi?)Una amiga de Tomokazu y Mizuki. Es una de las amigas de Tomokazu. Es una idol emenina, que viste trajes de conejita para atraer a pevertidos.
Ishikari-Sensei (石狩先生?)Profesor de la clase de Tomokazu. Es agradable con todos sus estudiantes, excepto con Tomokazu, contra quien parece tener cierto rencor, aunque Tomokazu decía que solía ser agradable. Tiene un fuerte fetichismo hacia las lolitas, que admite abiertamente. Como resultado, parece todavía más pervertido que Tomokazu.
Tomoko MikuriMadre de Tomokazu. Fue la Transformadora de Destino hace 16 años, pero fue incapaz de destruir a los Feydooms. Sacrificó su vida para retrasar a los feydooms, y pasó su poder a Tomokazu cuando este nació.
Padre de TomokazuLleva a Tomokazu hasta el Cabeza de Familia, para quien trabaja como medium. Es tan vago como Tomokazu y cocina un Katsudon muy malo.
Cabeza de FamiliaComo indica su nombre, es el que dirige las operaciones de la familia, y quiere que Tomokazu le escuche, lo que no hace.

## Lista de episodios
| Episode # | Name                                        |
| --------- | ------------------------------------------- |
| 01        | Decimosexto cumpleaños                      |
| 02        | Tomokazu, nota "cero"                       |
| 03        | Bulma V                                     |
| 04        | El superplan del traje de baño de instituto |
| 05        | Miradas en la playa Orínica                 |
| 06        | El maestro del Yukata                       |
| 07        | La chica que se reencarnó desde el futuro   |
| 08        | Nos negamos                                 |
| 09        | El hombre conejo                            |
| 10        | El sabor del Katsu-don                      |
| 11        | El cambio del destino                       |
| 12        | Tomokazu, 100 puntos                        |